# 692

## Догађаји
- Википедија:Непознат датум — Битка код Севастополиса: Византијска војска под Леонтијем је поражена код Севастопоља, од арапских снага предвођених Мухамедом ибн Марваном. Током битке, "специјални војни корпус" (око 20.000 Словена) под Небулом напушта византијске линије и прелази на страну Арапа.
- Византијско-арапски ратови: муслимани освајају Јерменију, Иберију и Колхиду, последње преостале византијске поседе источно од планине Таурус. Цар Јустинијан II је принуђен да пристане на заједничку византијско-арапску контролу над Кипром, у источном Средоземном мору.
- Краљ Ине од Весекса поставља свог рођака, Нотхелма, за владара Сасекса. Према Беди, Сасекс је освојен већ неколико година.
- Царица Ву Зетиан поново преузима контролу над Краљевством Хотан у Таримском басену (северозападна Кина).
- Храм крста у Паленкеу (Мексико) изграђен је у знак сећања на успон краља Кʼиницх Кан Бахлама на престо.
- У Цариграду се одржава Трулски сабор; на њему се поставља темељ православном канонском праву. Јустинијан II сузбија неправославне верске праксе, и наређује хапшење папе Сергија I; милиције Рима и Равенски егзархат одбијају, и стају на папину страну.